# I Need A Man
«I Need a Man» (español: «Necesito un hombre») fue el sencillo debut de la cantante y actriz jamaicana Grace Jones, originalmente grabado y editado en Francia por la etiqueta Orfeus, mientras Jones seguía trabajando como modelo. La pista fue posteriormente lanzada en los Estados Unidos con la discográfica Beam Junction, antes de que Jones firmara con Island Records y volviera a grabar la canción para incluirla en su álbum de debut de 1977 Portfolio. La grabación original de "I Need a Man", junto con su lado B, "Again and Again", siguen siendo inéditos en CD.

## Lista de canciones
- FR 7" single (1975)  990.140

1. "I Need a Man"  - 3:15
2. "Again and Again"  - 3:46

- US 7" single (1975)

1. "I Need a Man"  - 3:15
2. "Again and Again"  - 3:46

- BE 7" single (1975)  PE 22.098Y

1. "I Need a Man"  - 3:15
2. "Again and Again"  - 3:46

- US 7" single (1977)  Beam Junction BJ104

1. "I Need a Man"  - 3:22
2. "I Need a Man" (Versión Instrumental) - 4:53

- US 12" single (1977)

1. "I Need a Man" (Disco Mix) - 7:30
2. "I Need a Man" (Versión Instrumental) - 4:53

- FR 12" single (1984)

1. "I Need a Man" (Disco Mix)  - 7:30
2. "Sorry"  - 3:58
3. "That's the Trouble" (Nuevo Mix)  - 7:02
4. "I Need a Man" (Versión Instrumental)  - 4:53

## Listas musicales
| Lista musical (1977)          | Posición |
| ----------------------------- | -------- |
| Billboard Hot 100             | 83       |
| Billboard Hot Dance Club Play | 1        |

## Otras versiones
- El grupo estadounidense de Hi-NRG Man2Man grabó una versión de "I Need a Man" en 1987. Esta versión fue bien recibida en muchos clubes de baile y alcanzó el #43 en los UK Singles Chart.[3]